# Diacilglicerol cinasa tipo 3
Las diacilglicerol cinasas tipo 3 (EC 2.7.1.107) son enzimas que catalizan la conversión de diacilglicerol (DAG) a ácido fosfatídico (PA) utilizando ATP como fuente de fosfato.
1,2-diacilglicerol + ATP {\displaystyle \rightleftharpoons } 1,2-diacilglicerol-3-fosfato + ADP
El gen de la diacilglicerol cinasa tipo 3 presente en el ser humano es el DGKE. Este tipo de diacilglicerol cinasas se caracteriza por tener especificidad por el diacilglicerol que contiene araquidonato. Puede terminar las señales transmitidas a través de araquidonoil-DAG o puede contribuir a la síntesis de fosfolípidos con una composición en ácidos grasos definida. Es una proteína de membrana multipaso. Se expresa en los testículos.